# Wymieranie blondynek

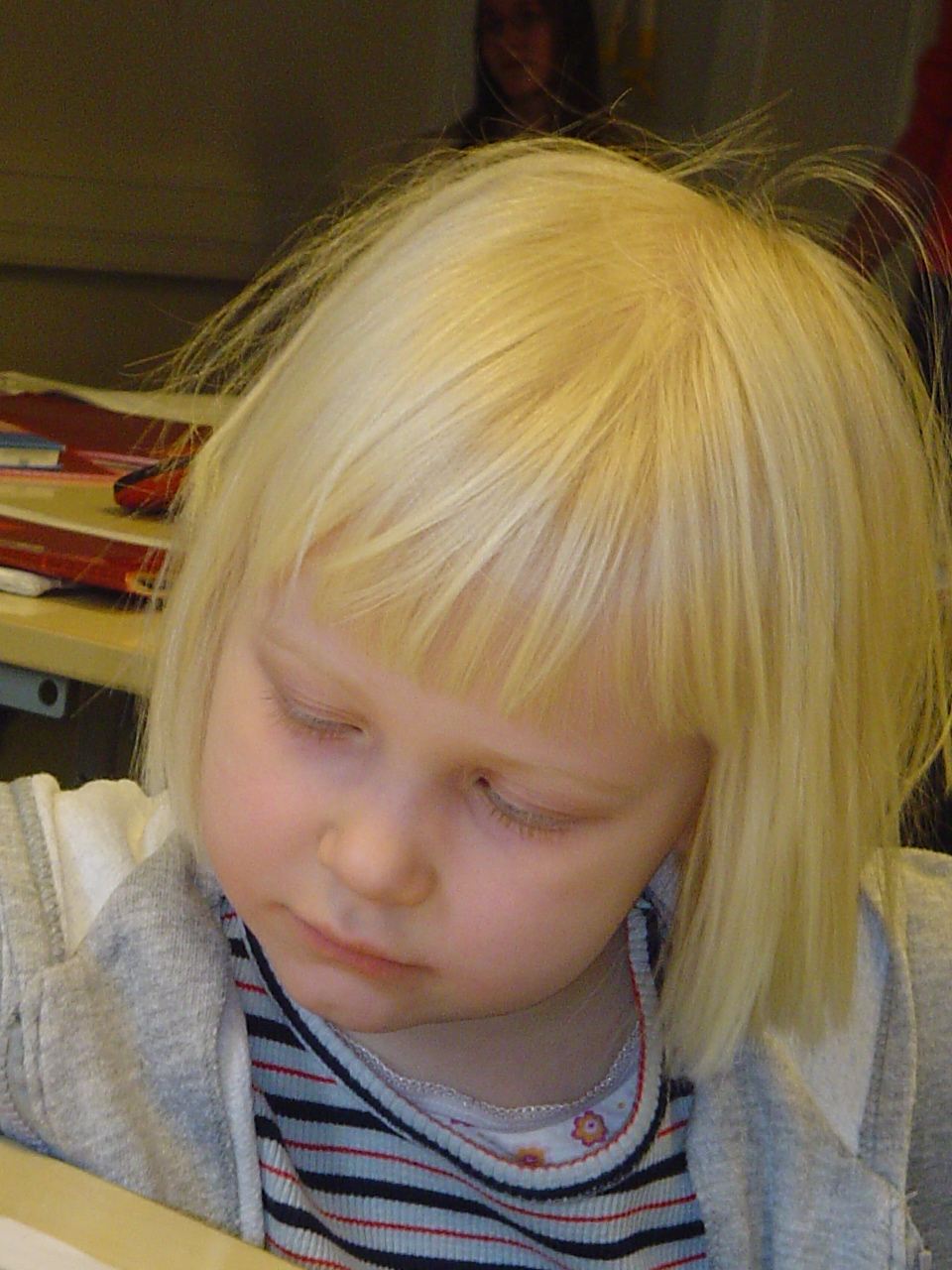
Dziecko o blond włosach

Wymieranie blondynek (ang. blonde extinction) – miejska legenda lub mistyfikacja od czasu do czasu pojawiająca się w prasie, według których osoby o blond włosach są skazane na wymarcie. Po raz pierwszy tego typu wiadomość pojawiła się w 1865, a ostatnio na szeroką skalę w 2002 i 2006. Współcześnie jako powód rzekomego zagrożenia dla istnienia blondynek i blondynów wymienia się fakt, że blond włosy są uwarunkowane genetycznie przez geny recesywne, które aktualnie posiada niewielka liczba ludzi – aby potomstwo miało blond włosy, oboje rodzice muszą być posiadaczami tego genu.

## Weryfikacja naukowa
W rzeczywistości powyższa interpretacja podstaw genetyki jest całkowicie błędna. Zgodnie z prawem Hardy’ego-Weinberga częstość występowania genu recesywnego w populacji, w której jest on równomiernie rozprzestrzeniony, pozostaje stała - o ile tylko dany allel nie zostaje eliminowany na skutek doboru naturalnego, lub z przyczyn zewnętrznych (takich, jak epidemie chorób selektywnie zagrażających posiadaczom określonego allelu). 
Przyczyną odstępstw od prawa Hardy’ego-Weinberga może być różnorodność antropologiczna i etniczna połączone z intensywną migracją ludności: w niektórych populacjach (np. u negroidów właściwych) allel odpowiadający za jasny kolor włosów w ogóle nie występuje. Intensywne mieszanie genów z udziałem takich populacji doprowadzi do systematycznego spadku częstości występowania jasnych włosów w kolejnych pokoleniach, jednak dopóki osoby o jasnych włosach będą atrakcyjne w aspekcie doboru płciowego, dopóty allel odpowiadający za ten kolor pozostanie obecny w całkowitej populacji - zmniejszy się tylko stopień jego rozpowszechnienia. To spostrzeżenie, zgodne z podstawami współczesnej genetyki populacyjnej, zostało ujęte przez profesora dermatologii Jonathana Reesa z Uniwersytetu w Edynburgu następująco: „geny giną jedynie, gdy ich posiadanie jest niekorzystne lub przez przypadek.”. 
Częstotliwość występowania blond włosów może się zatem zmniejszyć, ale nie zanikną one zupełnie – o ile nie wystąpią dodatkowe, nieprzewidziane okoliczności prowadzące do selekcji.

## Historia mistyfikacji

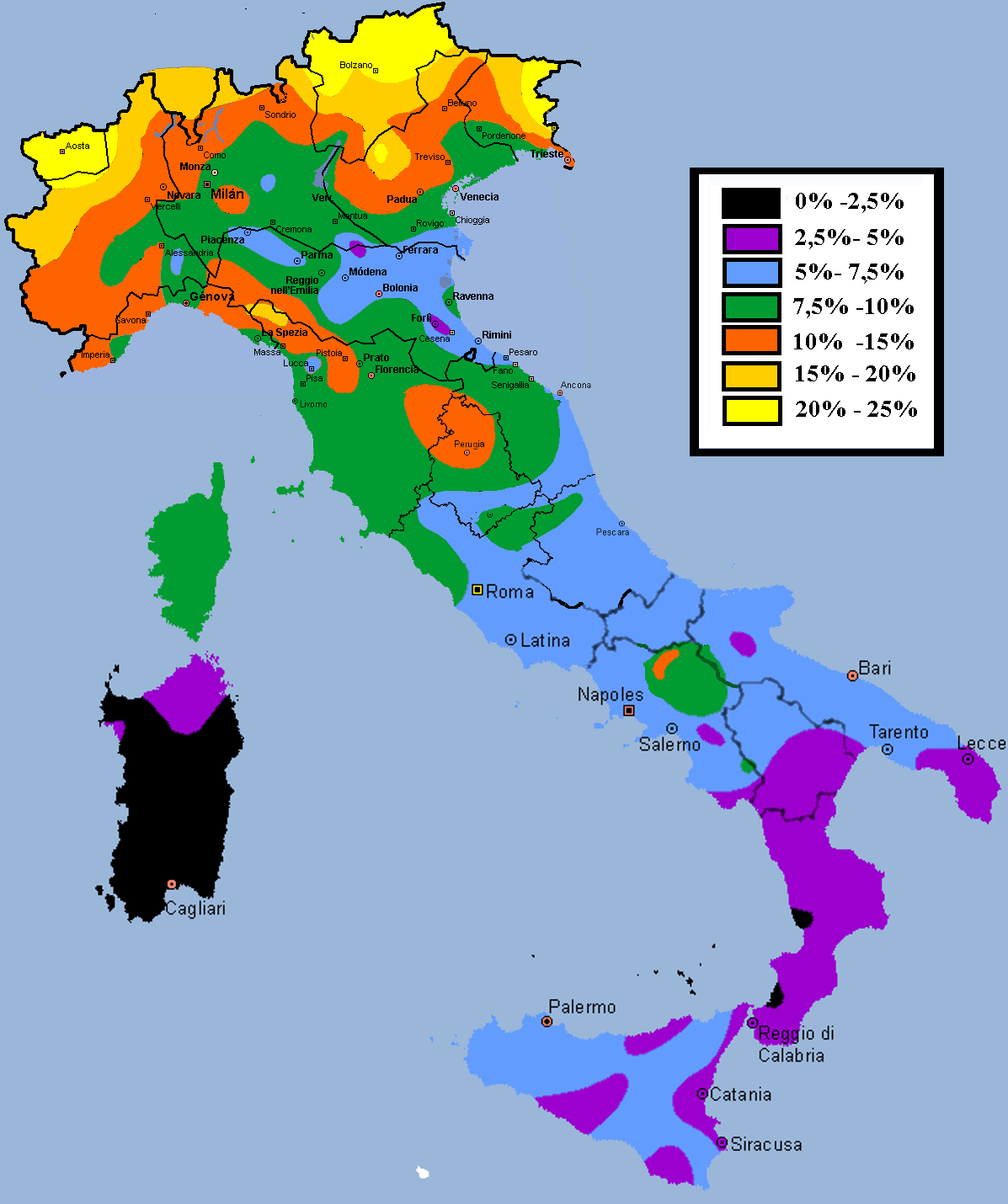
Występowanie jasnych włosów we Włoszech

Pierwsze informacje na ten temat pojawiły się już w 1865, gdy reporter Flag of Our Union napisał o „na szczęście” niespełnionych przepowiedniach „pewnych mądrych osób”, które twierdziły, że zbliża się koniec dla blondynek. W 1890 dziennikarz Boston Daily Globe powołał się na badania rzekomo przeprowadzone przez niejakiego doktora Beddoesa z British Royal Infirmary w Londynie, który stwierdził, że mężczyźni wolą żenić się z brunetkami, co jego zdaniem miało doprowadzić do stopniowego wyginięcia genu przenoszącego włosy blond.
W 1906 C.E. Woodruff przepowiedział wyginięcie blondynek w ciągu 600 lat, choć dodał, że ma nadzieję, iż nauka znajdzie sposób na kontrolę wyboru koloru włosów.
Kolejne raporty prasowe na ten temat pojawiły się w prasie w 1961 i powoływały się na obserwacje nieistniejącej organizacji International Committee for Demographic Studies, według której blondynki były skazane na wymarcie jako bardziej delikatne i trudniej przystosowujące się do zmian klimatycznych.
W 2002 w prasie cytowano rzekomy raport niemieckich naukowców, a w niektórych publikacjach,  powołując się na badania przeprowadzone przez WHO, według których gen włosów blond był skazany na zagładę jako gen recesywny, przepowiedziano rzekome wymarcie naturalnych blondynek w 2202. WHO oficjalnie zaprzeczyło, aby kiedykolwiek pod egidą tej organizacji przeprowadzono takie badania.
Podobnie o wyginięciu blondynek pisał The Sunday Times w 2006, także powołując się na badania WHO, lecz potem opublikował sprostowanie do wiadomości podanej w artykule.
Tego typu informacje pojawiły się także w polskich mediach, ale najczęściej informując o tym micie cytowano oficjalne stanowisko WHO dementujące plotkę o rzekomym wyginięciu w przyszłości blondynek.